# Maria Colombo
Maria Colombo (Luino, 25 maggio 1989) è una matematica italiana specializzata in analisi matematica.

## Biografia
Nata a Luino, vicino al confine svizzero con l'Italia. Ha gareggiato per l'Italia nelle Olimpiadi Matematiche Internazionali 2005, 2006 e 2007, vincendo rispettivamente le medaglie di bronzo, oro e argento, nonché ai Campionati internazionali di giochi matematici del 2004.
Ha conseguito la laurea e la laurea magistrale in matematica presso l'Università di Pisa e la Scuola Normale Superiore di Pisa nel 2011. 
Ha ottenuto il dottorato di ricerca in matematica nel 2015, presso la Scuola Normale Superiore di Pisa, sotto la supervisione congiunta di Luigi Ambrosio e Alessio Figalli. La sua dissertazione Flussi di campi vettoriali non lisci ed equazioni ellittiche degeneri: con applicazioni ai sistemi di Vlasov-Poisson e semigeostrofici, è stata pubblicata come libro nel 2017 da Edizioni della Normale.
Dopo la ricerca post-dottorato con Camillo De Lellis presso l'Università di Zurigo, è entrata a far parte dell'EPFL come assistente professore nel 2018. In questo ateneo, dal 2019, appena trentenne, Maria Colombo dirige la cattedra di analisi matematica, calcolo delle variazioni ed equazione differenziale alle derivate parziali. Nel 2021 viene nominata professore ordinario.

## Premi e riconoscimenti
- Nel 2005: Medaglia di bronzo alle Olimpiadi internazionali della matematica a Cancún
- Nel 2006: Medaglia d'oro alle Olimpiadi internazionali di matematica a Lubiana[2]
- Nel 2007: Medaglia d'argento alle Olimpiadi internazionali di matematica a Hanoi
- Nel 2011-2012: Premio Benedetto Sciarra della Scuola Normale Superiore di Pisa
- Nel 2015: Premio Michele Cuozzo per la tesi di dottorato
- Nel 2016: Premio Gioacchino Iapichino per opere nel campo dell’Analisi matematica conferito dall'Accademia dei Lincei[7]
- Nel 2017: Premio Carlo Miranda da parte della Società Nazionale di Scienze, Lettere e Arti di Napoli[8]
- Nel 2019: Premio Bartolozzi dell'Unione matematica italiana[9]
- Nel 2022: Peter Lax Award[10]
- Nel 2023: ICIAM Collatz Prize[11]
- Nel 2024: Premio della European Mathematical Society[12]
- Nel 2024: Medaglia Stampacchia[13]